# Ævar Örn Jósepsson
Ævar Örn Jósepsson (Hafnarfjörður, 25 augustus 1963) is een IJslandse auteur en radioprogrammamaker. 
Ævar heeft een jaar in België gestudeerd, en vervolgens een jaar in Stirling in Schotland. In 1994 behaalde hij een graad in de filosofie en de Engelse literatuur aan de Albert-Ludwigs Universiteit van Freiburg in Duitsland. In de tussentijd was hij enige tijd werkzaam als medewerker bij het hoofdkantoor van de Landsbanki Íslands. Hij is ook visser geweest en heeft op radio- en televisiegebied meerdere betrekkingen gehad, waaronder als regisseur, programmamaker en journalist.

## Televisie
De detectiveverhalen Skítadjobb en Svartir englar zijn voor televisie bewerkt en eind 2008 in 6 afleveringen op de IJslandse televisie uitgezonden. De afleveringen van Svartir englar zijn op 2 dvd's uitgebracht.

## Erkenningen
Jósepsson is drie maal genomineerd voor de Glerlykillinn (Glazen Sleutel), een literaire prijs voor de beste Scandinavische misdaadroman: in 2005 voor Svartir englar, in 2007 voor Blóðberg (Kruiptijm) en in 2010 voor Land tækifæranna.

## Overig
Ævar is sinds 2004 voorzitter van het SKS, het Skandinaviska Kriminalsällskapet.
- Bibliothèque nationale de France: cb16634379q (data)
- Gemeinsame Normdatei: 13354608X
- International Standard Name Identifier: 0000 0003 9890 507X
- Library of Congress Control Number: nb2007019541
- Nederlandse Thesaurus van Auteursnamen: 297486527
- Système universitaire de documentation: 091608139
- Virtual International Authority File: 4459883
- WorldCat: E39PBJgd8bdCpD4CFgPwy6Xw4q